# آیکوت سویاک
آیکوت سویاک (انگلیسی: Aykut Soyak؛ زادهٔ ۳۰ آوریل ۱۹۹۵) بازیکن فوتبال اهل آلمان است.